# Statkraft
Statkraft est une entreprise publique norvégienne exerçant dans le domaine des énergies renouvelables qui emploie 7 000 personnes dans 20 pays. Sa production d'électricité provient à 97 % d'énergies renouvelables.
Premier producteur d’hydroélectricité en Europe avec une production globale de 60,2 TWh en 2022 pour 20 500 MW de capacité installée, le groupe exploite et gère près de 391 centrales et barrages hydroélectriques répartis dans 16 pays sur divers continents.  Ses activités couvrent les secteurs suivants :   
1) la production via l'énergie hydroélectrique, cœur historique de l'activité (335 centrales - 14GW), la production éolienne  (19 parcs - 1 347 MW), la production biomasse et solaire (49 MW) et la production via des centrales à cycle combiné gaz (2 390 MW).  
2) la production et la distribution de chaleur via un réseau de chauffage urbain en Norvège (22 centres - 869 MW).   
3) les activités de négoce d’électricité, de commercialisation de l'électricité produite pour le compte de tiers (agrégation de parc diffus). Depuis 2013, le groupe est leader européen de l'agrégation avec plus de 1 000 parcs éoliens et solaires regroupés au sein d’une « centrale virtuelle » dont la capacité cumulée atteint plus de 10 000 MW.    
Statkraft trouve ses origines dans l'achat de la chute d'eau de Paulenfoss en 1895. Statkraft était une entreprise intégrée du secteur électrique intégrant l'ensemble des métiers (cas du transport et de l'ingénierie jusqu'à la fin des années 1980). Précurseur de l'ouverture européenne à la concurrence des marchés de l'électricité, la Norvège a en effet privilégié une organisation basée sur l'efficacité des marchés pour optimiser l'utilisation des actifs de production détenus par plus d'une centaine de producteurs de taille diverse.   

## Historique[4]

### Histoire ancienne
Les premières constructions de centrales hydroélectriques de Statkraft remontent à la fin du XIXe siècle, quand la puissance des chutes d'eau de la Norvège a pu être domptée.  
En 1895, l’État norvégien a acheté la chute d’eau de Paulenfoss dans le but de fournir de l’électricité au réseau ferroviaire. Cette acquisition marque le début de l’histoire de l’actuel Statkraft et le début d'une période intense d'achats de droits d'eau par le gouvernement. 

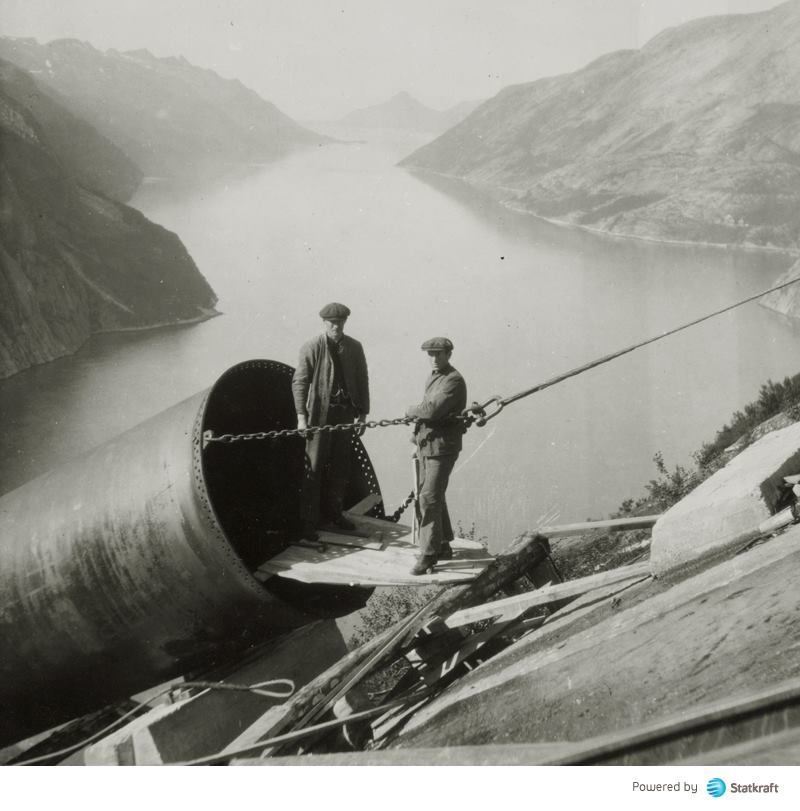
Construction de centrale à Glomfjord (1918).

La construction dans les années 1920 des centrales de Glomfjord, Nore et Hakavik était destinée à alimenter l’industrie, la ville d’Oslo et le rail. 
Afin de réguler le secteur et d’exploiter les centrales de l’État, est créée la NVE (Direction Nationale Norvégienne des Ressources en Eau et de l’Énergie) par la fusion des administrations liées à l’eau et à l’énergie.

### L'après-guerre
La période d’après-guerre a constitué un renouveau pour l’hydroélectricité. Les ingénieurs de la NVE se sont lancés dans la construction d’aménagements importants tels que Tokke, Aura, Røssåga. Le développement hydroélectrique a constitué un levier industriel pour l’État, favorisant le développement des industries électro-intensives comme l’aluminium.
En 1960, la NVE est restructurée en quatre départements dont un destiné à la production et au développement hydroélectrique, appelé Statkraftsverkene. Statkraft ne prendra son nom actuel qu’en 1985 lorsqu’elle sera totalement séparée de la NVE

### Seconde partie duXXesiècle
La construction de l’aménagement d’Ulla-Førre contribue au développement de l'hydroélectricité norvégienne. Il est composé des plus grands barrages de Norvège, de 6 centrales totalisant 2100 MW et pouvant délivrer chaque année 4,5 TWh d’électricité au réseau de manière modulable.
La Norvège est pionnière dans la libéralisation du secteur de l’électricité, concrétisée en 1990 avec la nouvelle loi sur l’énergie. En 1992, Statkraft devient une entreprise commerciale et ses activités liées au transport sont séparées : Statnett est créée.

### XXIe siècle
Avec la mise en service de centrales au Laos et au Népal, l’entreprise s’ouvre à l’international. SN Power est établie pour exploiter ces centrales. Cette filiale est détenue en partenariat avec le fond norvégien pour les pays en voie de développement (Norfund). Les investissements se poursuivent dans les années 2000, en Amérique du Sud et en Asie notamment.
En 2007, deux centrales à gaz sont mises en service en Allemagne, et en 2008, un échange d’actifs se concrétise avec E.ON. Plus de soixante centrales électriques et leurs 217 salariés sont intégrés en Allemagne, en Suède et au Royaume Uni, dont 54 centrales hydroélectriques.
Statkraft a diversifié ses technologies, dans l’éolien notamment, avec la mise en service en 2002 du parc de Smøla. Des projets éoliens naissent au Royaume-Uni et en Suède avec le parc off-shore de Sheringham Shoal (R-U), 317 MW, inauguré en 2012. 
Avec le rachat de projets hydroélectriques en Turquie et en Albanie, Statkraft poursuit son développement à l’international. Les mises en service s’enchaînent en Turquie avec les centrales de Çakit (2010) et de Kargi (2015).
En 2015, Statkraft continue à investir dans l’hydroélectricité avec la poursuite de son projet de Devoll en Albanie, ainsi que l’augmentation des prises de participations dans les producteurs sud-américains Pilmaquién au Chili, au Pérou et au Brésil. En 2016, ce fut au tour de la centrale hydroélectrique de Banja en Albanie d'être mise en activité.
Les « ré-investissements » liés à la rénovation et au suréquipement des centrales scandinaves se poursuivent chaque année avec plus de 200 millions d'euros alloués en 2019. Parmi les dernières grandes opérations en date : la rénovation de 8 turbines pour les centrales de Rana et Kvilldall pour atteindre une production de 120 GWh.[réf. souhaitée]
En novembre 2020, Statkraft annonce l'acquisition pour 117 millions de livres de Solarcentury, entreprise spécialisée dans l'énergie solaire qui dans le même temps se débarrasse de ses activités en Afrique, et qui en dehors de l'Afrique gère une capacité de 6 GW.

## Activités

### Production d’énergie

#### Énergie hydraulique
Statkraft exploite 335 centrales hydroélectriques dans le monde : 226 en Norvège, 59 en Suède, 10 en Allemagne, 3 au Royaume-Uni, et le reste hors d’Europe. Statkraft possède plusieurs centrales en Amérique du Sud et en Asie. Les centrales hydroélectriques de Statkraft ont une capacité de production totale d’environ 15 800 MW.

#### Énergie éolienne
L’énergie éolienne est une autre source d’énergie renouvelable. Statkraft est propriétaire et exploitant de 6 parcs éoliens en Norvège, 4 en Suède, 4 au Royaume-Uni et 4 au Brésil, avec d'autres projets en cours (Irlande). 

#### Centrales à cycle combiné à gaz
Statkraft exploite 5 centrales à gaz en Allemagne.

#### Systèmes de chauffage urbain / biomasse

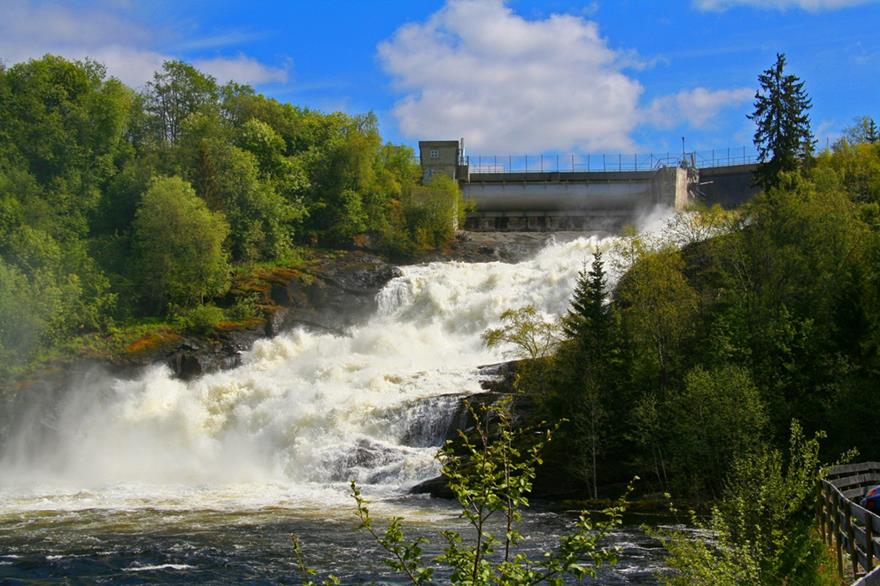
Centrale d'Øvre Leirfoss près de Trondheim exploitée par Statkraft (2017).

Le groupe gère plusieurs centrales de chauffage urbain en Norvège (24) notamment à Trondheim et Porsgrunn, ainsi que 4 centrales en Suède. Statkraft gère également en partenariat 2 centrales à biomasse,en Allemagne.

### Produits et services
- Énergies renouvelables[28] : titres de diverses sources d'énergies renouvelables, telles que des centrales hydroélectriques et des parcs éoliens de petite et grande envergure.
- Accès au marché pour compte de tiers
- Gestion de périmètres d'équilibre et service d'agrégation pour des producteurs en utilisant le principe du complément de rémunération[29].

- Gamme de produits et services dans le cadre du système d'échange de quotas d'émission de gaz à effet de serre de l’Union européenne (EU ETS) et des différents mécanismes mis en place par le Protocole de Kyōto.
- Gaz : contrats de fourniture flexibles à long terme.

## Implantations

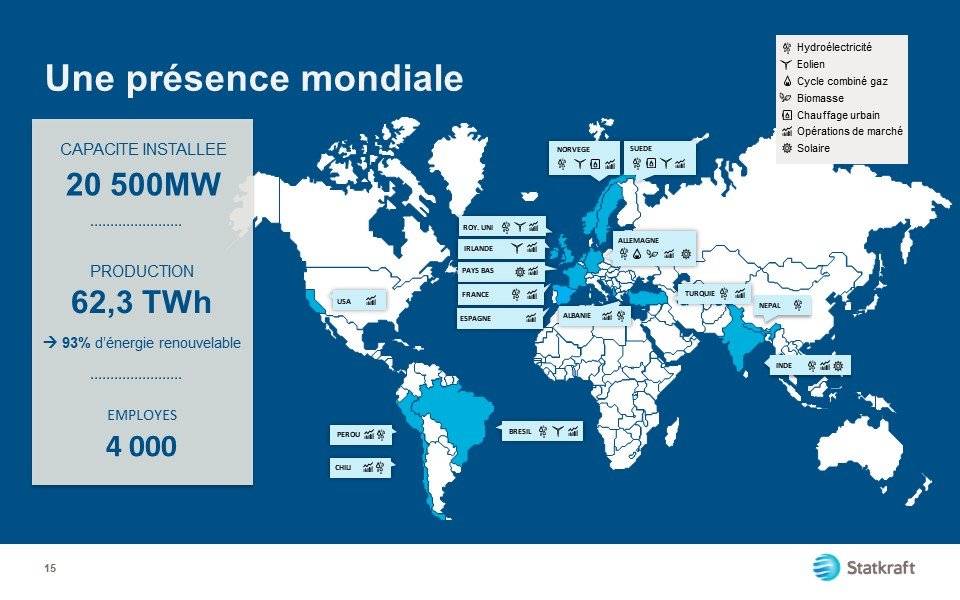
Implantations de Statkraft en 2020.

Depuis 1895, Statkraft s’est développé dans l’hydroélectricité et s’est transformée d’une entreprise nationale norvégienne en une multinationale produisant différente types d’énergies renouvelables. 
Statkraft est propriétaire de plus de 390 centrales ainsi que d'installations de chauffage urbain, représentant une puissance installée de 20 500 MW répartie entre :
- l’hydroélectricité (78 %),
- les cycles combinés gaz (11,8 %),
- le chauffage urbain (3,8 %)
- l’éolien[31] (6,5%)
- la biomasse et le solaire (0,2 %).

66 % de cette puissance installée est implantée en Norvège, 17 % dans les autres pays nordiques, 7.5 % en Europe et 9.5 % hors du continent européen.

### Région nordique

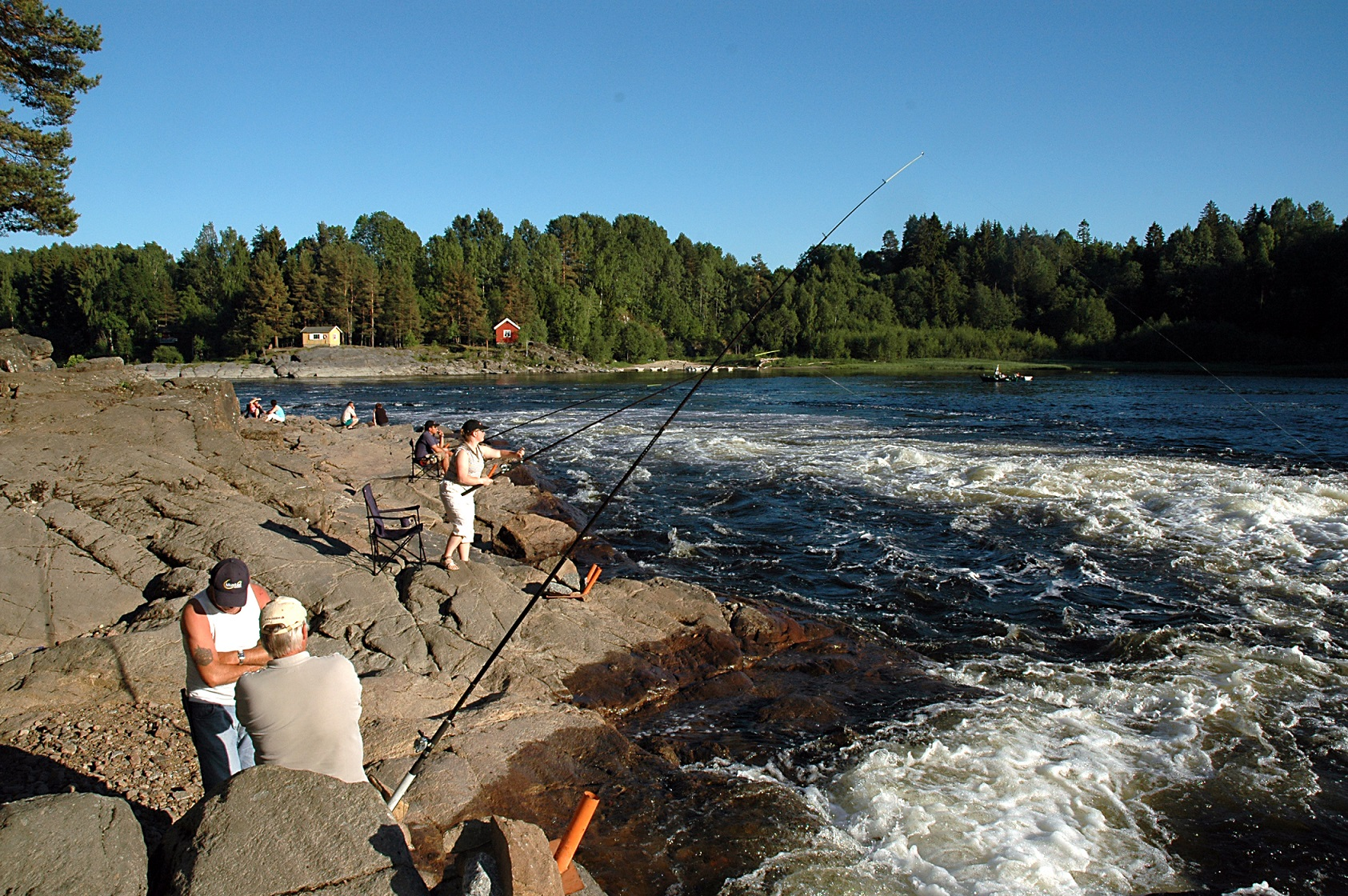
Rivière Numedal.

Statkraft gère 285 centrales hydroélectriques et 28 centrales de chauffage urbain en Norvège et en  Suède. Le groupe dispose par ailleurs de 10 parcs éoliens en activité et plusieurs parcs en développement en Norvège et en Suède.
Des bureaux de négoce sont aussi implantés au siège, à Oslo, ainsi qu’à Stockholm. 

### Europe de l'Ouest

#### Allemagne[33]
Statkraft exploite 10 centrales hydroélectriques et 5 centrales à Cycle Combiné à Gaz. Le Groupe est également propriétaire de 2 centrales biomasse. Statkraft gère des agences commerciales et de négoce à Düsseldorf et à Amsterdam. 

#### Royaume-Uni
Statkraft détient et exploite 3 centrales hydroélectriques. Le groupe dispose également de 4 parcs éoliens en activité. Plusieurs autres projets de développement de parcs éoliens sont en cours. 

### France
Statkraft entend se porter candidat pour les appels d’offres de renouvellement des concessions hydroélectriques en France pour contribuer aux objectifs français en matière d’énergies renouvelables et en matière de sécurisation des approvisionnements : expertise dans la protection de l’environnement, sécurité des barrages et optimisation économique des installations hydroélectriques.  
Le siège de Statkraft France est, depuis 2009, situé à Lyon.

### Europe du Sud-Est
Statkraft est impliqué dans le développement de projets de centrales hydroélectriques et de négoce d'énergie dans plusieurs pays, avec des agences à Belgrade, Bucarest, Sofia, Tirana et Podgorica.
En Albanie, le Groupe s’est lancé en octobre 2013 dans la construction de 2 centrales hydroélectriques sur la rivière Devoll, d'une capacité de production totale de 700 MW.
Statkraft s’est également implanté en Turquie depuis 2007 avec la construction de deux barrages : Çakit (livré en 2010 – 20 MW de capacité installée) et Kargi (livré en mai 2015 – 122 MW de capacité installée).[réf. souhaitée].
En plus des barrages et des centrales hydroélectriques, le groupe tient des bureaux à Istanbul et Ankara depuis lesquels il est actif sur le marché de l’énergie turque.[réf. souhaitée]

### Asie du sud

#### Inde
Outre un service de négoce, le groupe a des parts dans deux centrales (136 MW) et un parc solaire.

#### Népal
Statkraft est actif au Népal depuis 1993 par le biais de sa filiale Himal Power Ltd, détenue à 57 %. La filiale exploite la centrale de Kimthi (34 MW). 

#### Laos
Statkraft possède 20 % des parts de l’aménagement de Theun Hinboun et a contribué au projet d’extension mené sur la période 2008-2012. Un nouveau barrage de 65 m a été construit et deux nouvelles centrales ont été équipées à hauteur de 280 MW, doublant ainsi la production de l’aménagement. 

#### Philippines
Trois centrales totalisant 565 MW et 1829 GWh sont détenues à 50 % par Statkraft.  

### Amérique du Sud
Courant 2015, Statkraft a assis sa présence en Amérique du Sud à travers l’acquisition de deux entreprises : Desenvix et sa filiale Enex, qui est spécialiste de la maintenance hydraulique au Brésil, et l’entreprise Pilmaiquén située au Chili et qui exploite une centrale hydroélectrique de capacité installée de 52,5 MW. 

#### Pérou[45]
Implanté au Pérou depuis 2003, Statkraft est aujourd’hui le 5e producteur du pays. Le groupe effectue l’exploitation et la maintenance de 9 centrales hydroélectriques (442 MW)). 

#### Chili[46]
Le groupe détient deux centrales à hauteur de 50 % (avec respectivement 155 MW et 158 MW) qu’il exploite au travers d’une coentreprise avec Pacific Hydro. Grâce à la prise de participations majoritaire dans Pilmaiquén, Statkraft a agrandi son parc avec une centrale hydroélectrique supplémentaire. 

#### Brésil[48]
Le groupe a des parts dans 18 centrales hydroélectriques, éoliennes et biomasse. Un service de Trading & Origination est également situé dans ce pays.
En 2014 les activités de SN Power situées en Amérique du Sud et en Asie du Sud ont été intégrées au sein du Statkraft.